# Cairn von Embo
Der Cairn von Embo ist ein spätneolithischer Cairn vier Kilometer nördlich von Dornoch an der Nordseeseite Schottlands in der Grafschaft Sutherland in den Highlands, nahe dem Strand im Süden von Embo. 
Der ovale über 50 m lange und 30 m breite Hügel wurde auf einem Kiesdamm oberhalb der Küste errichtet. Von dort konnte die Küste bis zum Tarbat Ness im Südosten und dem Ord of Caithness (bei Helmsdale) im Norden übersehen werden.
Die Ausgrabung von 1960 offenbarte je eine polygonale Kammer des Orkney-Cromarty Typs (OC) an den Enden des Hügels. Am Südende führt ein kurzer Durchgang zwischen zwei aufrechten Platten in eine schräg im Hügel angeordnete rechteckige Vorkammer und ein weiteres Plattenpaar kennzeichnet den Zugang zur ovalen Kammer, die aus senkrechten Platten und waagerechten Tafeln, die den Rest einer Kraggewölbe-Bedachung darstellen, gebaut ist. Die nördliche Kammer war ähnlich gebaut, aber vor der Ausgrabung bereits zerstört.
Die Knochen von mindestens sechs Erwachsenen und neun Kindern wurden in der Anlage gefunden.
In der Bronzezeit, lange nachdem die Kammern blockiert worden war, wurden zwei Steinkisten in den Steinhügel eingebaut. Eine in die Südkammer und eine, ungefähr zwei Meter nach Norden versetzt. Die erste enthielt den Körper einer Frau, die eine Perlenkette trug und begleitet war von einem Topf, der als Nahrungsbehälter bekannt ist. Die andere Kiste enthielt ein neugeborenes und ein etwa sechs Monate altes Baby, zusammen mit einem Nahrungsbehälter und den Scherben eines Trinkbechers. Später wurden zwei Knochenablagerungen mit Leichenbrand im Hügel deponiert, die eine mit einem bronzenen Rasiermesser.